# Give Me Convenience or Give Me Death
Albums de Dead Kennedys
Bedtime for Democracy Mutiny on the Bay (album live)
Give Me Convenience or Give Me Death (stylisé en Give me convenience OR give me death) est un album compilation du groupe punk hardcore américain Dead Kennedys. Il est sorti en Juin 1987 sur le label Alternative Tentacles du chanteur Jello Biafra.

## Aperçu
L'album se compose de chansons (ou dans certains cas, de différentes versions de chansons) qui n'ont pas été publiées sur les albums studio du groupe. La version originale en vinyle comportait les pistes 16 et 17 sur un disque flexible supplémentaire. L'album a été certifié or à la fois par BPI et la RIAA en décembre 2007. Le titre est un jeu de mots sur l'ultimatum de Patrick Henry, « Donnez-moi la liberté, ou donnez-moi la mort ! », et se veut une critique sur le consumérisme américain. Give Me Convenience or Give Me Death était le dernier album de Dead Kennedys dont Biafra a approuvé la production, ce qui en fait également le dernier album publié par Alternative Tentacles.

### Pull my strings
L'album comprend "Pull My Strings", qui n'a été joué qu'une seule fois le 25 mars 1980, lorsque Dead Kennedys ont été invités à se produire aux Bay Area Music Awards devant les gros bonnets de l'industrie musicale pour donner à l'événement une certaine "crédibilité new wave". Le groupe a passé la journée du spectacle à répéter " California Über Alles ", la chanson qu'on leur a demandé de jouer. Environ 15 secondes après le début de la chanson, Jello Biafra a dit : « Attendez ! Il faut qu'on prouve qu'on est des adultes maintenant. Nous ne sommes pas un groupe de punk rock, nous sommes un groupe de new wave ».
Le groupe, qui portait tous des chemises blanches avec un grand S noir peint sur le devant, a tiré des cravates noires autour de leur nuque pour former un signe de dollar, puis a commencé à jouer "Pull My Strings", une attaque satirique contre l'éthique de l’ industrie de la musique grand public. La chanson faisait également référence au plus grand succès du Knack, "My Sharona ", le transformant en "my paloya", qui désigne dans l' industrie de la musique la pratique illégale de payer une station de radio commerciale pour jouer une chanson sans que la station ne divulgue cette information. La chanson n'a jamais été enregistrée en studio mais cette performance, la seule fois où la chanson a été jouée, a été incluse sur l'album.

### Night of the Living Rednecks
On y trouve également "Night of the Living Rednecks", qui a été enregistré lors d'un spectacle à Portland, Oregon, en 1979. East Bay Ray a cassé une corde de sa guitare alors que le groupe terminait sa chanson "Chemical Warfare", et pour passer le temps, Jello a décidé de raconter une histoire, accompagnée d'un instrumental de style bebop par le reste du groupe, sur la façon dont, lors du dernier voyage du groupe à Portland, il a eu une confrontation avec des « gosses de riches idiots » dans une "voiture Hot Wheels grandeur nature" qui l'a amené à jeter une pierre sur leur véhicule après qu'ils l'aient aspergé d'eau, puis à se coincer dans une cabine téléphonique lorsqu'ils ont riposté.

## Liste des pistes
| No  | Titre                                    | Auteur(s)                           | Publication initiale                           | Durée |
| --- | ---------------------------------------- | ----------------------------------- | ---------------------------------------------- | ----- |
| 1.  | "Police Truck"                           | East Bay Ray, Jello Biafra          | "Holiday in Cambodia"                          | 2:27  |
| 2.  | "Too Drunk to Fuck"                      | Biafra                              | "Too Drunk to Fuck"                            | 2:42  |
| 3.  | "California über alles" (single version) | Biafra, John Greenway               | "California über alles"                        | 3:28  |
| 4.  | "The Man with the Dogs"                  | Biafra                              | "California über alles"                        | 3:04  |
| 5.  | "Insight"                                | Biafra                              | "Kill the Poor"                                | 1:42  |
| 6.  | "Life Sentence"                          | Biafra                              | "Bleed for Me"                                 | 2:41  |
| 7.  | "A Child and His Lawnmower"              | Biafra                              | Not So Quiet on the Western Front              | 0:57  |
| 8.  | "Holiday in Cambodia" (single version)   | Greenway, Biafra,                   | "Holiday in Cambodia"                          | 3:46  |
| 9.  | "I Fought the Law"                       | Sonny Curtis, new lyrics: Biafra    | Play New Rose for Me – Rose 100                | 2:21  |
| 10. | "Saturday Night Holocaust"               | Biafra                              | "Halloween"                                    | 4:21  |
| 11. | "Pull My Strings" (live)                 | Biafra, Ted                         | March 25, 1980 – Bay Area Music Awards         | 5:47  |
| 12. | "Short Songs" (live)                     | 6025                                | Can You Hear Me? Music from the Deaf Club      | 0:29  |
| 13. | "Straight A's" (live)                    | Biafra, 6025                        | Can You Hear Me? Music from the Deaf Club      | 2:15  |
| 14. | "Kinky Sex Makes the World Go 'Round"    | D.H. Peligro, Ray, Biafra, Flouride | Wargasm                                        | 4:17  |
| 15. | "The Prey"                               | Ray, Biafra                         | "Too Drunk to Fuck"                            | 3:50  |
| 16. | "Night of the Living Rednecks" (live)    | Biafra, Flouride, Ted               | November 19, 1979 – Earth Tavern, Portland, OR | 5:14  |
| 17. | "Buzzbomb from Pasadena"                 | Ray, Biafra                         | N/A                                            | 2:22  |

## Personnel
| Dead Kennedys - Jello Biafra - chant, producteur, graphisme, compilateur - East Bay Ray - guitare, échoplex, producteur, mixeur - Klaus Flouride - basse, chœurs - Ted - batterie (pistes 1, 2, 3, 4, 5, 8, 11, 12, 13, 16), artwork - DH Peligro - batterie, chœurs (pistes 6,7,9,10,14,15,17) - 6025 - guitare rythmique (pistes 12, 13) | Production - Thom Wilson - producteur - Geza X - producteur, chœurs - Norm - producteur - Elliot Mazer - producteur - Jim Keylor - ingénieur - John Cuniberti - producteur, ingénieur - Oliver Dicicco - mélangeur, ingénieur - Pippin Youth - mélangeur - Dee Dee Graves - œuvre - Winston Smith - œuvre |

## Charts
| Chart (1987)   | Meilleur classement |
| -------------- | ------------------- |
| UK Indie Chart | 1                   |